# WordNet
WordNet — это лексическая база данных английского языка, разработанная в Принстонском университете и выпущенная вместе с сопутствующим программным обеспечением под не копилефтной свободной лицензией. Представляет собой электронный словарь-тезаурус и набор семантических сетей для английского языка.

## Устройство
Словарь состоит из четырёх сетей для основных знаменательных частей речи: существительных, глаголов, прилагательных и наречий. Базовой словарной единицей в WordNet является не отдельное слово, а синонимический ряд, так называемый «синсет (англ. Synset)», объединяющий слова сети со схожим значением в узел семантической сети. Для удобства использования словаря человеком, каждый синсет дополнен определением и примерами употребления слов в контексте. Слово или словосочетание может появляться более чем в одном синсете и иметь более одной категории части речи. Каждый синсет содержит список синонимов или синонимичных словосочетаний и указатели, описывающие отношения между ним и другими синсетами. Слова, имеющие несколько значений, включаются в несколько синсетов и могут быть причислены к различным синтаксическим и лексическим классам.
Синсеты в WordNet связаны между собой различными семантическими отношениями:
- гипероним (breakfast → meal) (завтрак → приём пищи);
- гипоним (meal → lunch) (приём пищи → обед);
- has-member (faculty → professor) (факультет → профессор);
- member-of (pilot → crew) (пилот → экипаж);
- мероним: has-part (table → leg) (стол → ножка);
- антоним (leader → follower) (лидер → последователь).

WordNet описывает и другие виды связей. Среди них особую роль играет гипонимия: она позволяет организовывать синсеты в виде семантических сетей. Для разных частей речи родовидовые отношения могут иметь дополнительные характеристики и различаться областью охвата.

## Использование
WordNet можно свободно использовать в коммерческих и научных целях. Для работы с ним существует несколько программ, множество интерфейсов и API, реализуемых на большинстве возможных языков, так и с помощью протокола DICT, программы GoldenDict и других. Также, пакеты WordNet присутствуют в некоторых репозиториях ПО для GNU и Linux и их дистрибутивов.